# Sussat
Sussat település Franciaországban, Allier megyében. Lakosainak száma 105 fő (2022. január 1.). Sussat Ébreuil, Lalizolle, Valignat, Veauce és Vicq községekkel határos.

## Népesség
A település népessége az elmúlt években az alábbi módon változott:
| Lakosok száma | 137  | 92   | 79   | 103  | 104  | 104  | 101  | 102  | 103  | 105  |
|               | 1968 | 1982 | 1990 | 2006 | 2013 | 2015 | 2017 | 2019 | 2020 | 2022 |